# Seigō Kobayashi
Seigō Kobayashi (小林 成豪 Kobayashi Seigō?, Hyogo, 8 de enero de 1994) es un futbolista japonés que juega como centrocampista en el Renofa Yamaguchi F. C.

## Trayectoria

### Clubes
| Club                         | País  | Año       |
| ---------------------------- | ----- | --------- |
| Vissel Kobe                  | Japón | 2016-2018 |
| Montedio Yamagata (préstamo) | Japón | 2018      |
| Oita Trinita                 | Japón | 2019-2022 |
| Renofa Yamaguchi F. C.       | Japón | 2023-     |